# Ningxia
La Région autonome du Ningxia (chinois : 宁夏 ; pinyin : Níngxià, /nǐŋ.ɕjâ/), officiellement, la région autonome hui du Ningxia (宁夏回族自治区, Níngxià huízúzìzhìqū) est la plus petite des régions autonomes chinoises. C'est aussi la deuxième moins peuplée après la Région autonome du Tibet et avant la Mongolie-Intérieure.
Ancienne province, le Ningxia a été incorporé au Gansu en 1954, puis séparé du Gansu en 1958 et reconstitué en tant que région autonome pour le peuple Hui, l'un des 56 groupes ethniques officiellement reconnus en Chine. Vingt pour cent de la population Hui de Chine vit dans le Ningxia.

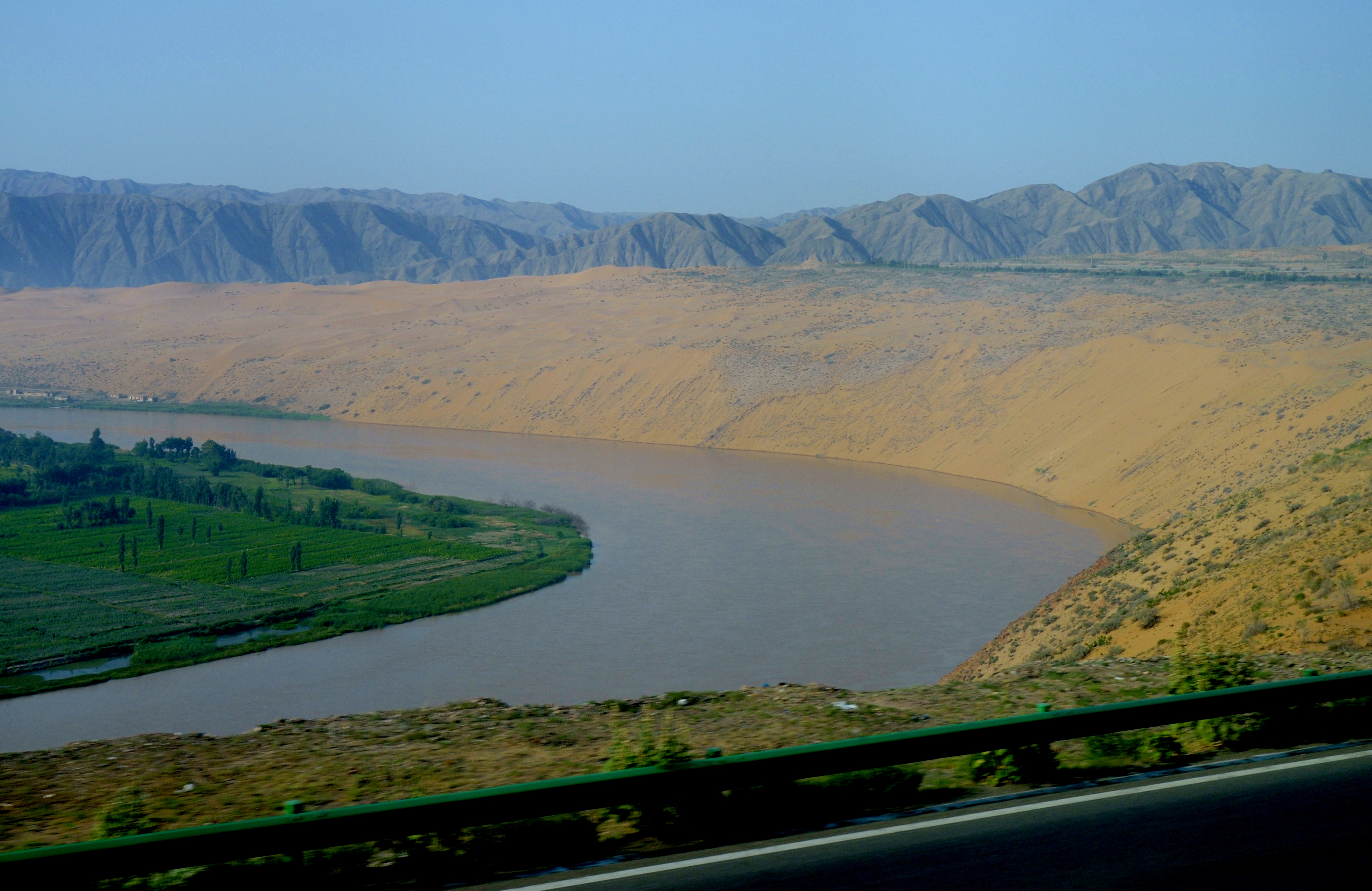
Vue sur le fleuve Jaune passant par Shapotou.

Le Ningxia est délimité par le Shaanxi à l'est, le Gansu au sud et à l'ouest et la région autonome de Mongolie intérieure au nord, et a une superficie d'environ 66 400 km2. Cette région peu peuplée, essentiellement désertique, se trouve en partie sur le plateau de Lœss et dans la vaste plaine du fleuve Jaune et présente la Grande Muraille de Chine le long de sa frontière nord-est. Un vaste réseau de canaux (d'une longueur totale d'environ 1 397 kilomètres) a été construit depuis la dynastie Qin sur une période d'environ 2 000 ans. De vastes projets de terre-pleins et d'irrigation ont permis d'accroître les cultures. La région aride de Xihaigu (en), qui couvre une grande partie du Ningxia, souffre d'une grave pénurie d'eau, que les canaux étaient censés atténuer.
Le Ningxia était la région centrale de la dynastie des Xia occidentaux au XIe – XIIIe siècle, établi par le peuple Tangoute ; son nom, « Xia pacifique », provient de la conquête de l'État par les Mongols. Les Tangoutes ont réalisé d'importantes réalisations dans les domaines de la littérature, de l'art, de la musique et de l'architecture, et ont en particulier inventé l'écriture Tangut. Longtemps l'une des régions les plus pauvres du pays, une petite industrie viticole est devenue économiquement importante depuis les années 1980. Avant l'arrivée de la viticulture, les 6,8 millions d'habitants du Ningxia, dont 36 % sont des musulmans de l'ethnie Hui, vivaient essentiellement du pâturage, de l'agriculture vivrière et de la culture de la baie de Goji, utilisée dans la médecine traditionnelle chinoise. Depuis, la viticulture est devenue la première spécialité du Ningxia, qui consacre près de 40 000 hectares aux vignobles et a produit 120 millions de bouteilles de vin en 2017, soit un quart de la production nationale.

## Histoire
L'ancien royaume tangoute se trouvait dans cette région entre 1038 et 1227.
La région faisait partie sous la république de Chine des Quatre provinces fortifiées du nord (zh), avec les provinces de Rehe, aujourd'hui province de Hebei, de Chahaer et de Suiyuan).
Lorsque la république populaire de Chine fut établie en 1949, elle fut réduite à 80 % de sa taille. Ceci fut annulé en 1954.
Enfin, le 25 octobre 1958, fut établie l'actuelle Région autonome Hui du Ningxia.

## Géographie

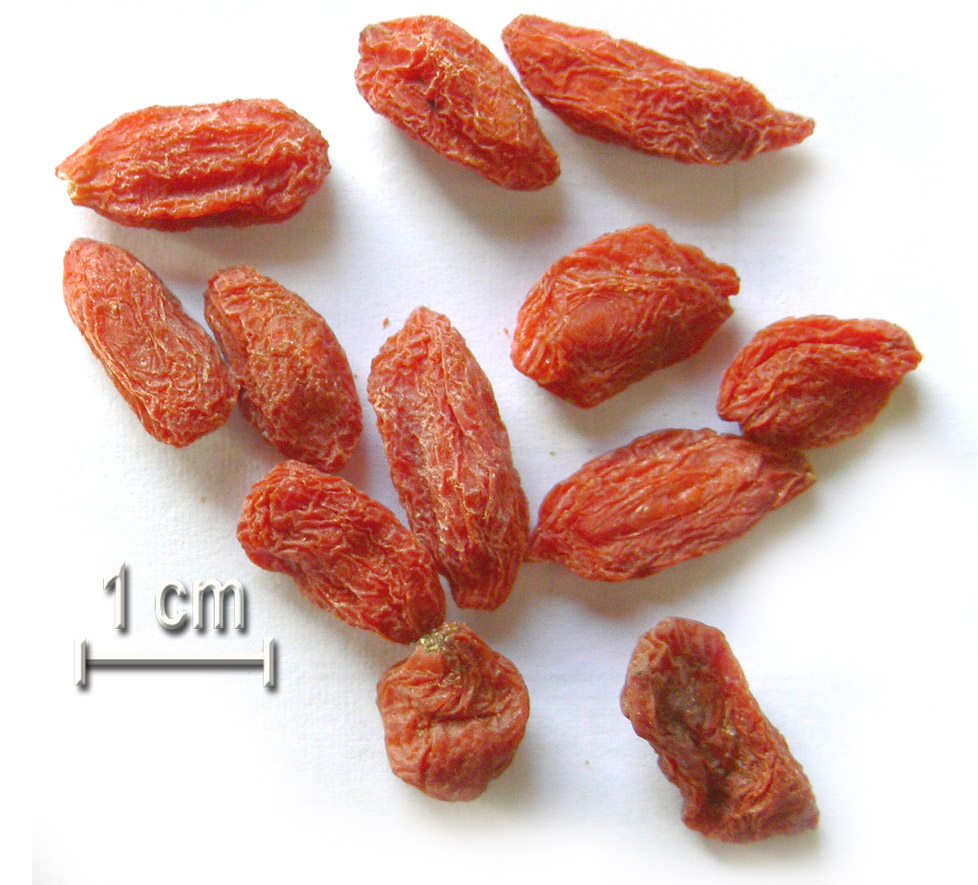
Baies de goji.

Le Ningxia se situe dans la grande boucle du fleuve Jaune. Le nord du Ningxia est entouré par la Mongolie-Intérieure, le sud est délimité par la province du Gansu, et l'est est bordé par la province du Shaanxi. Toute la région se situe à 2 000 mètres d'altitude, bien que généralement la partie sud soit plus élevée que le nord. Elle est occupée à plus de 60 % par des plateaux montagneux. Le Tengger est un des déserts du Níngxià.
Le Ningxia est un des plus importants producteurs mondiaux de goji, un petit fruit rouge orangé aux nombreuses vertus. Depuis 2003, la province du Ningxia a été classée zone protégée et a pu ainsi devenir la troisième grande région viticole de Chine avec le Shandong et le Hebei, autour de Pékin.

### Climat
Le climat est caractérisé par un temps froid et humide dans le Sud, plus chaud et sec dans le Nord.
La région est située à 1 200 kilomètres de la mer et a un climat continental avec des températures estivales moyennes montant jusqu'à 17−24 °C en juillet et une température moyenne hivernale tombant entre -7 et −10 °C en janvier. Les extremums sont de 39 °C en été et −30 °C en hiver. La différence de température entre le jour et la nuit peut dépasser 17 °C, ce qui arrive surtout au printemps. La pluviométrie annuelle moyenne est de 190 à 700 millimètres, la pluie tombant davantage dans le sud de la région.

## Subdivisions administratives

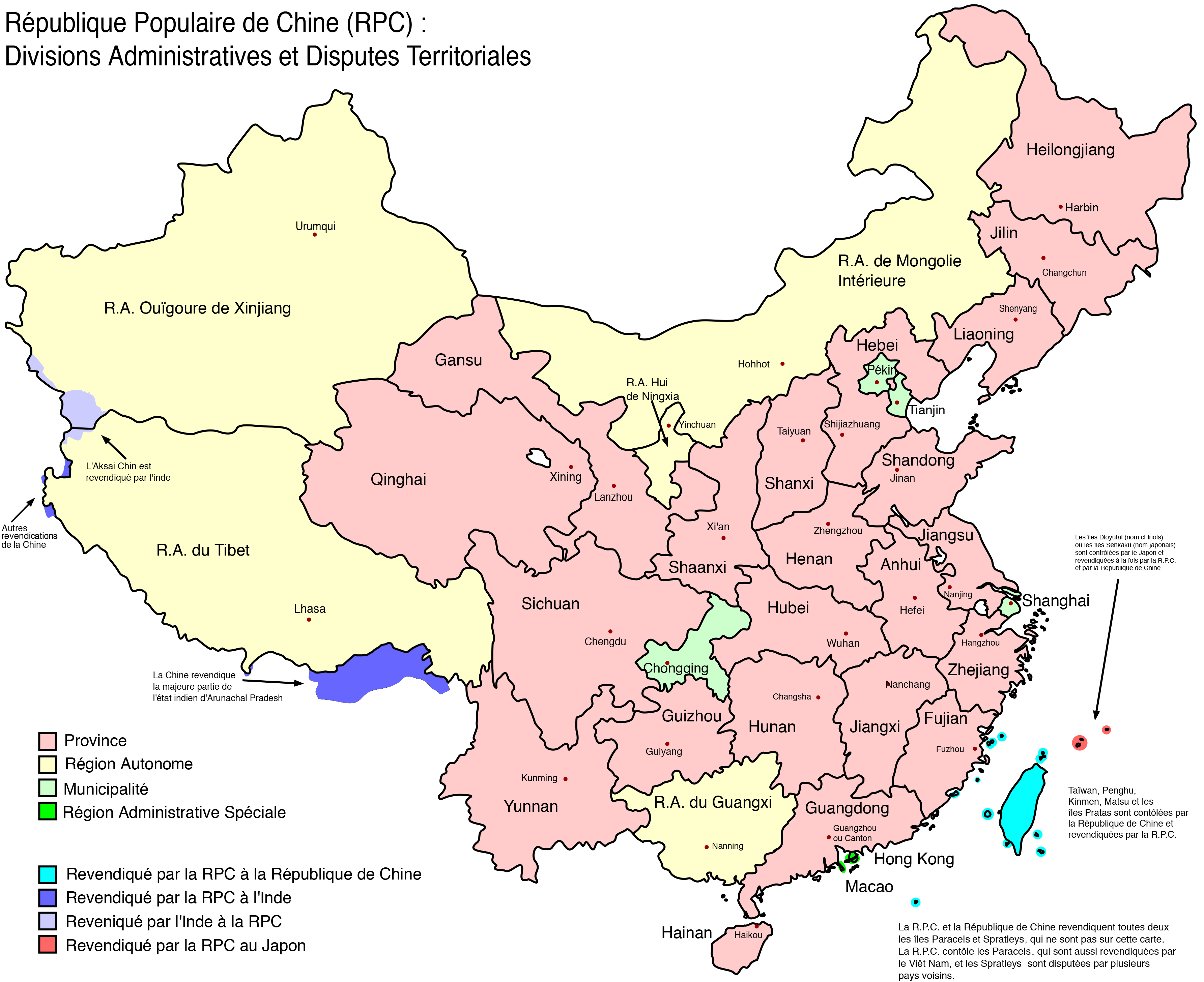
Divisions administratives et disputes territoriales de la république populaire de Chine.

Le système d'administration territoriale est le même que dans le reste de la Chine. Au niveau immédiatement inférieur à la province, la ville-préfecture est l'unité par défaut. Le Ningxia en compte cinq.
| Subdivisions administratives du Ningxia | Subdivisions administratives du Ningxia | Subdivisions administratives du Ningxia | Subdivisions administratives du Ningxia | Subdivisions administratives du Ningxia | Subdivisions administratives du Ningxia | Subdivisions administratives du Ningxia | Subdivisions administratives du Ningxia | Subdivisions administratives du Ningxia | Subdivisions administratives du Ningxia | Subdivisions administratives du Ningxia |
| --------------------------------------- | --------------------------------------- | --------------------------------------- | --------------------------------------- | --------------------------------------- | --------------------------------------- | --------------------------------------- | --------------------------------------- | --------------------------------------- | --------------------------------------- | --------------------------------------- |
| District Xian                           |                                         |                                         |                                         |                                         |                                         |                                         |                                         |                                         |                                         |                                         |
| No.                                     | Code subdivision                        | Préfecture                              | Chinois Hanyu Pinyin                    | Population 2010                         | Superficie en km2                       | Densité                                 | Siège                                   | Subdivisions                            | Subdivisions                            | Subdivisions                            |
| No.                                     | Code subdivision                        | Préfecture                              | Chinois Hanyu Pinyin                    | Population 2010                         | Superficie en km2                       | Densité                                 | Siège                                   | Districts                               | Xians                                   | villes-district                         |
| Villes-préfectures                      |                                         |                                         |                                         |                                         |                                         |                                         |                                         |                                         |                                         |                                         |
| 1                                       | 640100                                  | Yinchuan                                | 银川市 Yínchuān Shì                     | 1 993 088                               | 8 875 km²                               |                                         | District de Jinfeng                     | 3                                       | 2                                       | 1                                       |
| 2                                       | 640200                                  | Shizuishan                              | 石嘴山市 Shízuǐshān Shì                 | 725 482                                 | 5 208 km²                               |                                         | District de Dawukou                     | 2                                       | 1                                       |                                         |
| 3                                       | 640300                                  | Wuzhong                                 | 吴忠市 Wúzhōng Shì                      | 1 273 792                               | 21 420 km²                              |                                         | District de Litong                      | 2                                       | 2                                       | 1                                       |
| 4                                       | 640500                                  | Zhongwei                                | 中卫市 Zhōngwèi Shì                     | 1 080 832                               | 17 448 km²                              |                                         | District de Shapotou                    | 1                                       | 2                                       |                                         |
| 5                                       | 640400                                  | Guyuan                                  | 固原市 Gùyuán Shì                       | 1 228 156                               | 13 449 km²                              |                                         | District de Yuanzhou                    | 1                                       | 4                                       |                                         |

## Villes principales
| Agglomération | Désignation en chinois | Population de l'agglomération millions (2017) | Rang (Chine) | Superficie | Densité | Commentaire |
| ------------- | ---------------------- | --------------------------------------------- | ------------ | ---------- | ------- | ----------- |
| Yinchuan      |                        | 1,905                                         |              | 492 km²    | 3900    |             |
| Shizuishan    |                        | 0,74                                          |              | 233 km²    | 3200    |             |

## Économie
Le Ningxia est la troisième province avec le plus bas PIB en Chine, même si ses voisins, la Mongolie-Intérieure et Shaanxi, sont parmi les plus solides provinces à l'économie émergente du pays. Son PIB nominal en 2008 a été de seulement 133,46 milliards de yuans et le PIB par habitant de 21 470 yuans. Elle représente à 0,3 % de l'économie nationale.
Contrairement à la situation de plusieurs autres provinces sous-développées, les coûts de main-d'œuvre dans le Ningxia sont parmi les plus élevés en Chine (classement dans le tiers supérieur), ce qui rend la province peu attrayante en tant que centre de fabrication. Par ailleurs, le Ningxia n'est pas encore devenu une plaque tournante pour la consommation en raison de sa faible population.
Le Ningxia est la principale région de Chine et du monde où la baie du lyciet (枸杞 transcrit commercialement en goji) est cultivé.
La zone de développement économique et technologique de Yinchuan, créé en 1992, couvre 32 km2. La production économique annuelle est de 23,7 milliards de RMB. Les investisseurs sont principalement des entreprises locales telles que Kocel Steel Foundry, FAG Railway Bearing (Ningxia), Ningxia Little Giant Machine Tool, etc. Les principales activités sont la fabrication de machines et équipements, de nouveaux matériaux, la chimie fine et l'industrie de l'animation.
Le parc industriel de Desheng (dans le xian de Helan) est une base pour environ 400 entreprises. Le parc industriel a des chaînes industrielles de la nourriture musulmane aux nouveaux matériaux et à la biopharmaceutique. Desheng cherche à être le parc le plus prometteur dans la ville industrielle. Le gouvernement local projette de réduire les taxes et autres frais pour aider les entreprises locales. La valeur de la production industrielle a atteint 2,68 milliards de yuans en 2008, soit une augmentation de 48%  par rapport à l'année précédente.
Le vin du Ningxia est un domaine en développement qui semble prometteur. Les autorités chinoises ont approuvé le développement de la base orientale des montagnes de Helan en un espace approprié pour la production de vin. Plusieurs grandes entreprises de vin chinois, y compris Changyu et Dynasty Wine ont commencé à se développer de la région ouest de la province. Ensemble, ils possèdent maintenant 20 000 hectares de terres pour des plantations de vin et Dynasty a investi 100 millions de yuans dans le Ningxia. En outre, la grande compagnie pétrolière China Petroleum and Chemical Corporation a planté des vignes près des montagnes de Helan. La société d'électroménager Midea a également commencé à participer à l'industrie du vin au Ningxia.

## Démographie
Le Ningxia est la quatrième province la moins peuplée de Chine en l'an 2010, elle abrite une population de 6 301 350 personnes, dont 63 % vivent en milieu rural. Les hommes constituent 51,24 % de la population.

## Culture
La région autonome est le principal producteur mondial de fruit de la baie de goji.

## Tourisme
L'un des principaux sites touristiques du Ningxia est la célèbre nécropole des Xia occidentaux, à 30 km à l'ouest de Yinchuan. D'autres sites célèbres dans le Ningxia sont les montagnes Helan, les 108 mystérieuses dagobas, les pagodes jumelles de Baisikou et la station de recherche sur le désert à Shapotou.
Les grottes de Xumishan, situées à Guyuan, sont un complexe de 130 grottes ornementales bouddhiques creusées à partir de la dynastie Wei du Nord, comportant notamment des statues géantes.